# Sainte-Marie (Ille y Vilaine)
 Sainte-Marie  es una población y comuna francesa, situada en la región de Bretaña, departamento de Ille y Vilaine, en el distrito de Redon y cantón de Redon.

## Demografía
| 1145 | 1183 | 1296 | 1555 | 1692 | 1759 |
| Para los censos de 1962 a 1999 la población legal corresponde a la población sin duplicidades (Fuente: INSEE [Consultar]) |      |      |      |      |      |